# Gonocarpus sanguineus
Gonocarpus sanguineus är en slingeväxtart som först beskrevs av Elmer Drew Merrill och Perry, och fick sitt nu gällande namn av Anthony Edward Orchard. Gonocarpus sanguineus ingår i släktet Gonocarpus och familjen slingeväxter. Inga underarter finns listade i Catalogue of Life.